# OpenSceneGraph
OpenSceneGraph — открытое программное обеспечение для разработки высокопроизводительных 3D приложений, используемое разработчиками для таких приложений как
- Компьютерные игры
- Виртуальная реальность
- Научные приложения
- Визуализация
- Компьютерное моделирование.

Инструментарий написан на C++ используя OpenGL, и поддерживает большинство популярных операционных систем: Windows, Mac OS X, Linux, IRIX, Solaris и FreeBSD.

## Особенности
- Полнофункциональная поддержка промышленной графической сцены
- Высокая эффективность достигается благодаря:
  1. Просмотру усекаемых поверхностей и коллизий
  2. Уровню детализации
  3. Сортировке состояния и ленивой сортировке состояний обновления
  4. Спецификации OpenGL и поддержке дополнений
  5. Оптимизации многопроцессорности и баз данных
- Поддержка OpenGL от 1.0 до OpenGL 4.2, включая OpenGL ES 1.1 и 2.0
- Поддержка OpenGL шейдеров на языке, разрабатываемом совместно с 3Dlabs
- Поддержка большого количества 2D изображений и 3D форматов, благодаря 34 импортеров из таких индустриальных форматов как OpenFlight[англ.], TerraPage[англ.], OBJ, 3DS, JPEG, PNG и GeoTIFF
- Система частиц
- Высокое качество сглаживания TrueType® шрифтов
- Поддержка кадрового буфера, пиксельного буфера и буфера рендеринга в текстуры
- Крупный масштаб, поддержка создания всего глобуса отдельными страницами для ускорения загрузки
- Поддержка библиотек, позволяющих внешне воздействовать на приложение, выполнять запросы на получение и передачу данных и оперировать всеми классами в графической сцене
- Поддержка многопоточности и многопроцессорности